# Klappenburgbrücke

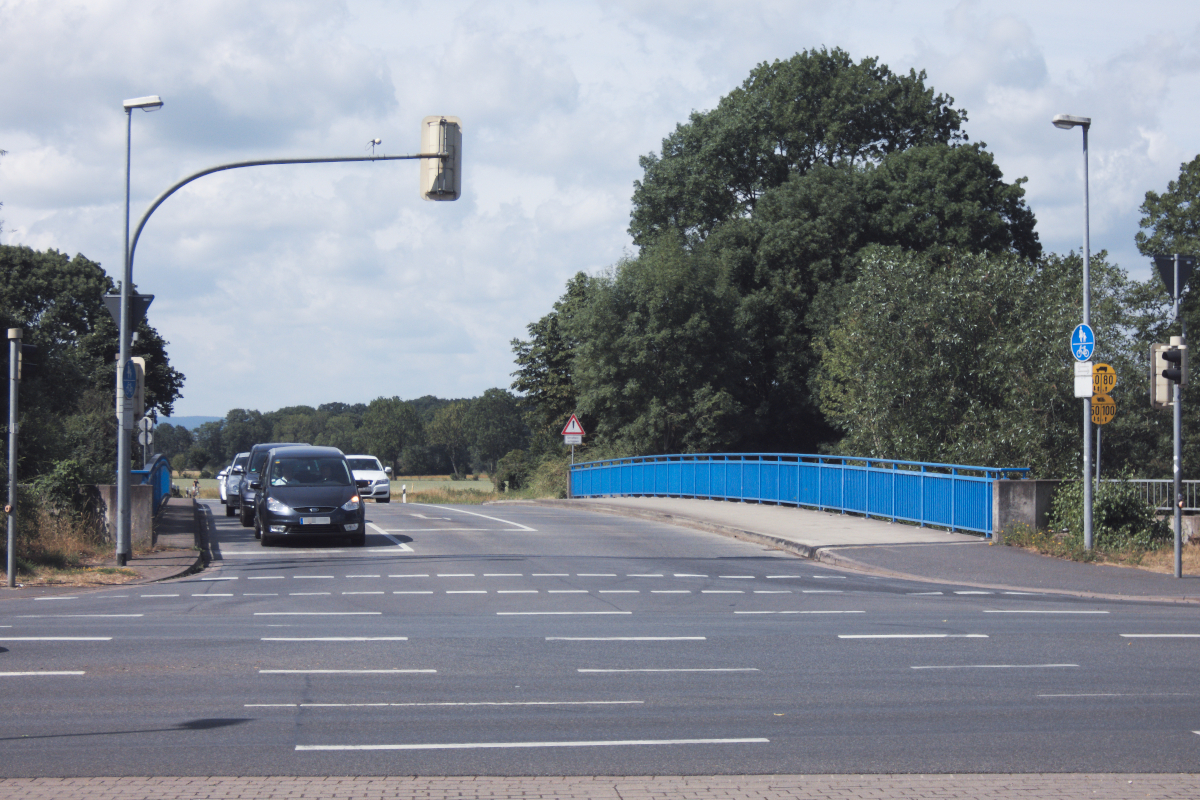
Die Klappenburgbrücke an der Straße Am Leineufer (Bundesstraße 6).

Die Klappenburgbrücke ist eine Straßenbrücke über die Leine in der Region Hannover in Niedersachsen. Sie verbindet den hannoverschen Stadtteil Stöcken mit dem Seelzer Stadtteil Letter.

## Geschichte

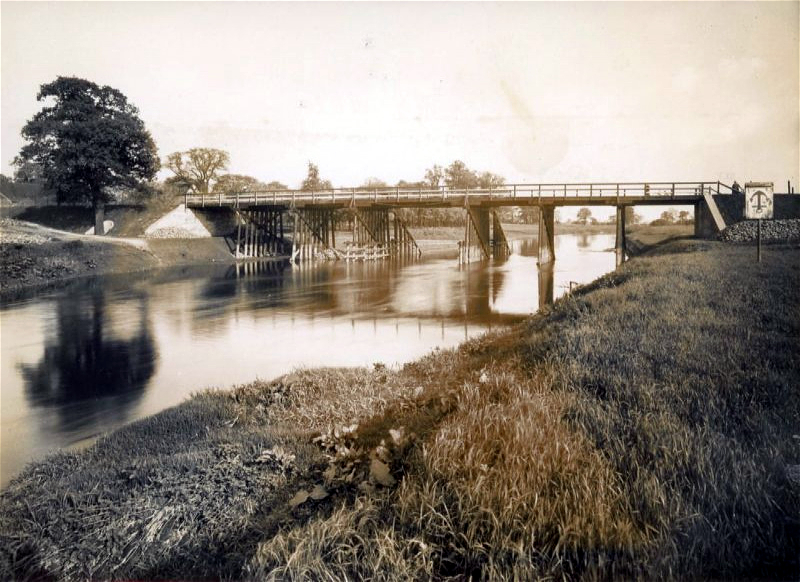
Die hölzerne Klappenburgbrücke
Foto von Peter Mütze

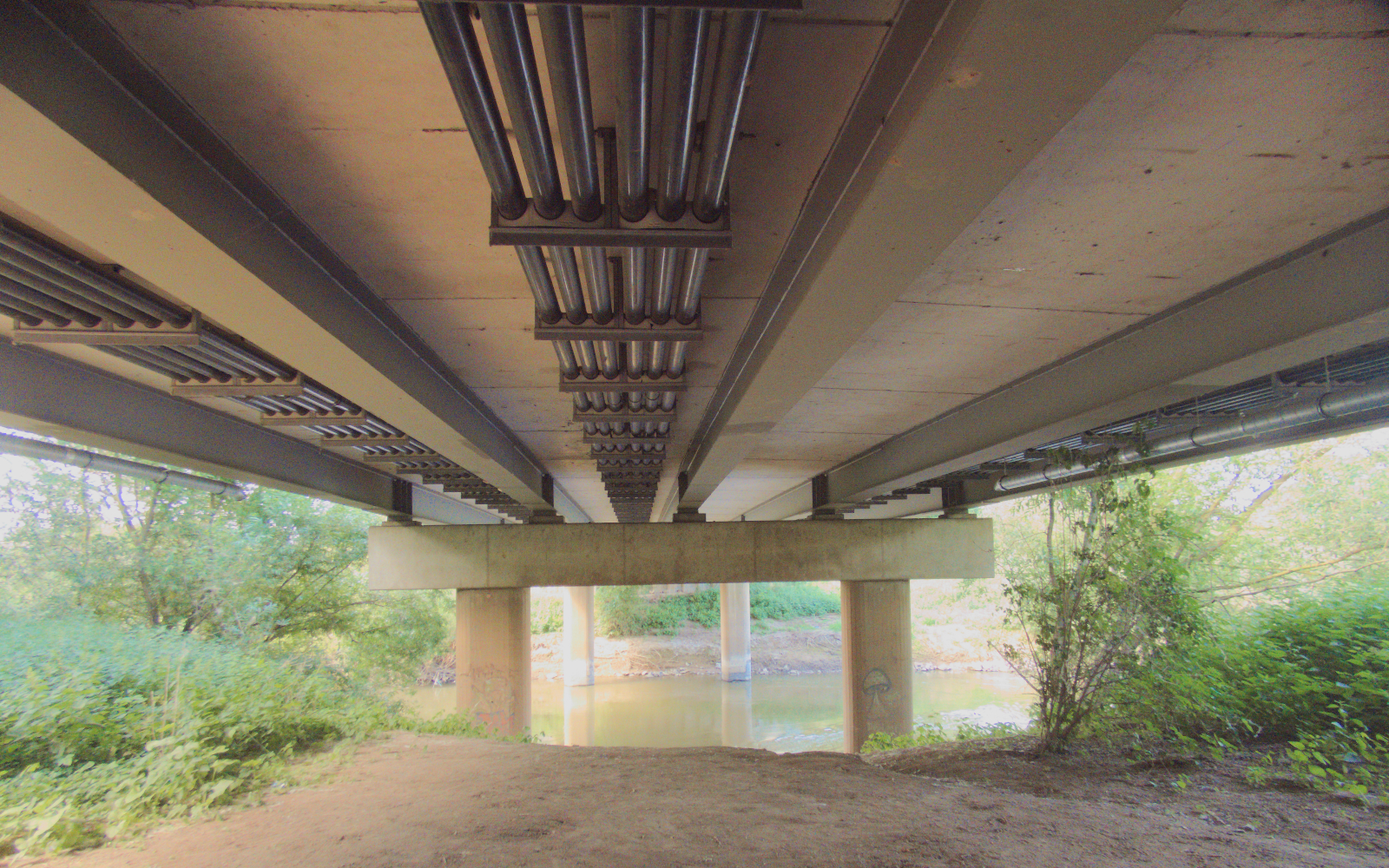
Unter der Klappenburgbrücke verlaufen Versorgungsleitungen

Seit 1752 verband am Rand des Ortes Stöcken eine Fähre den Ort mit den Ländereien auf dem anderen Leineufer. Von dort führte ein Feldweg weiter zum südlichen Nachbarort Letter. Auch auf der Karte der Kurhannoverschen Landesaufnahme von 1781 ist eine Fähre bei Stöcken verzeichnet. In den 1930er Jahren war die Fähre Stöcken-Letter dem Verkehrsaufkommen nicht mehr gewachsen.
Im Mai 1936 wurde an Stelle der Fähre eine für 75.000 Reichsmark errichtete Straßenbrücke über die Leine eröffnet. Die Brücke in der Verlängerung der Straße Auf der Klappenburg war eine einfache Holzkonstruktion. Der Weg von der Brücke bis Letter blieb ein mit Schlacke ausgebesserter Feldweg.
Die Verbindung zwischen Stöcken und Letter wurde bei weiter steigenden Verkehrsaufkommen 1966 zur Kreis- und 1968 zur Landesstraße aufgewertet und ausgebaut. Eine als Provisorium gedachte Stahlfachwerkkonstruktion ersetzte dabei 1967 die Brücke an der Klappenburg.
Im Jahr 1984 entstand ein Neubau der Klappenburgbrücke als Spannbetonbrücke.

## Grabsteine unter der Brücke
Im September 2018 berichtete die Tageszeitung Neue Presse, dass während des niedrigen Wasserstandes der Leine aufgrund der Dürre und Hitze in Europa 2018 am Flussufer unter der Klappenburgbrücke verschiedene Grabsteine aufgefunden wurden, die normalerweise teilweise unterhalb des Wasserpegels lagen. Woher die Grabsteine stammen – davon einer für eine 1904 verstorbene Mutter – und wer sie wann unter der Brücke abgelegt hat, konnte bisher nicht geklärt werden.